# Thế vận hội Mùa đông 1964
Thế vận hội Mùa đông 1964, hay Thế vận hội Mùa đông IX, được tổ chức từ 29 tháng 1 đến 9 tháng 2 năm 1964 tại Innsbruck (Áo). Tất cả có 36 quốc gia tham dự.

## Các quốc gia tham dự
| - Argentina - Úc - Áo - Bỉ - Bulgaria - Canada - Chile - Tiệp Khắc - Đan Mạch - Phần Lan - Pháp - Đức |  | - Anh Quốc - Hy Lạp - Hungary - Iceland - Ấn Độ - Iran - Ý - Nhật Bản - CHDCND Triều Tiên - Hàn Quốc - Liban - Liechtenstein |  | - Mông Cổ - Hà Lan - Na Uy - Ba Lan - România - Tây Ban Nha - Thụy Điển - Thụy Sĩ - Thổ Nhĩ Kỳ - Hoa Kỳ - Liên Xô - Nam Tư |

## Theo bộ môn
| - Trượt tuyết Alpine - Biathlon - Xe trượt băng (bobsleigh) - Trượt băng nghệ thuật (figure skating) | - Khúc côn cầu (hockey) - Luge - Trượt tuyết Nordic - Trượt băng (speed skating) |

## Thành tích

### Bảng huy chương
| 1  | Liên Xô (URS)   | 11 | 8 | 6 | 25 |
| 2  | Áo (AUT)        | 4  | 5 | 3 | 12 |
| 3  | Na Uy (NOR)     | 3  | 6 | 6 | 15 |
| 4  | Phần Lan (FIN)  | 3  | 4 | 3 | 10 |
| 5  | Pháp (FRA)      | 3  | 4 | 0 | 7  |
| 6  | Đức (GER)¹      | 3  | 3 | 3 | 9  |
| 7  | Thụy Điển (SWE) | 3  | 3 | 1 | 7  |
| 8  | Hoa Kỳ (USA)    | 1  | 2 | 3 | 6  |
| 9  | Hà Lan (NED)    | 1  | 1 | 0 | 2  |
| 10 | Canada (CAN)    | 1  | 0 | 2 | 3  |

¹ Tây Đức và Đông Đức tham dự như một đội tại Thế vận hội này.